# John McKeithen
John Julian McKeithen (* 28. Mai 1918 in Grayson, Caldwell Parish, Louisiana; † 4. Juni 1999 in Columbia, Louisiana) war ein US-amerikanischer Politiker und von 1964 bis 1972 Gouverneur des Bundesstaates Louisiana.

## Frühe Jahre
John McKeithen besuchte zunächst die örtlichen Schulen seiner Heimat. Nach einer kurzen Zeit am High Point College in North Carolina studierte er an der Louisiana State University in Baton Rouge. Dort machte er auch sein juristisches Examen. Während des Zweiten Weltkriegs war er als Oberleutnant in einer Infanteriedivision im pazifischen Raum eingesetzt. Dort war er an vielen Kämpfen, unter anderem auch an der Schlacht um Okinawa beteiligt. Nach dem Krieg eröffnete McKeithen in Columbia eine Anwaltskanzlei.

## Aufstieg in Louisiana
John McKeithen wurde Mitglied der Demokratischen Partei. Zwischen 1948 und 1952 war er Abgeordneter im Repräsentantenhaus von Louisiana. Dort galt er als Anhänger von Gouverneur Earl Long. Im Jahr 1952 kandidierte er erfolglos für das Amt des Vizegouverneurs. Von 1954 bis 1964 war er Mitglied der fünfköpfigen Dienstleistungskommission (Public Service Commission) von Louisiana. Er war außerdem Vorsitzender einer Kommission der erdölfördernden US-Bundesstaaten (Interstate Oil Commission). Im Jahr 1964 wurde er zum neuen Gouverneur seines Staates gewählt.

## Gouverneur von Louisiana
McKeithen trat sein neues Amt am 12. Mai 1964 an. Nach einer Verfassungsänderung und einer dadurch möglich gewordenen Wiederwahl im Jahr 1968 konnte er bis zum 9. Mai 1972 im Amt bleiben. In dieser Zeit förderte er die wirtschaftliche Entwicklung seines Staates. Er lockte viele Firmen von außerhalb seines Staates nach Louisiana. Damals wurde auch gegen viele Widerstände der Superdome in New Orleans erbaut. Für die Beschäftigten im öffentlichen Dienst wurde eine Zusatzversicherung eingeführt. Außerdem wurden in diesem Bereich ethnische Standards vorgeschrieben. In seiner Amtszeit wurde auch das Straßennetz des Staates weiter ausgebaut. Seine größten Erfolge hatte McKeithen allerdings auf dem Gebiet der Rassenpolitik. Durch seine umsichtige und moderate Politik konnten Rassenunruhen wie in anderen Südstaaten der USA vermieden werden. Das ist umso erstaunlicher, weil McKeithen ursprünglich ein Anhänger der Rassentrennung war und erst im Laufe der Zeit umschwenkte. In New Orleans ernannte er zwei Afroamerikaner zu Richtern. Das hatte es seit dem Ende der Rekonstruktionspolitik Ende der 1860er Jahre nicht mehr gegeben. Der populäre Gouverneur konnte eine Verfassungsänderung durchsetzen, die ihm (und allen zukünftigen Gouverneuren von Louisiana) eine zweite zusammenhängende Amtszeit ermöglichte.
McKeithen war nicht frei von Anfechtungen. So wurde um 1970 versucht, ihn mit der Mafia in Verbindung zu bringen. Dabei wurden tatsächlich 39 Regierungsangestellte wegen ihrer Verbindung mit dieser Institution angeklagt. Eine Beteiligung des Gouverneurs konnte aber nicht nachgewiesen werden.

## Weiterer Lebenslauf
Nach dem Ende seiner Amtszeit wurde McKeithen als Farmer und Rechtsanwalt tätig. Ein Versuch, in den US-Senat gewählt zu werden, scheiterte im Jahr 1972. Danach wurde er Leiter einer Öl- und Gasgesellschaft und war Mitglied des Vorstands der Louisiana State University. John McKeithen starb im Juni 1999. Mit seiner Frau Marjorie Howell Funderburk hatte er sechs Kinder, darunter den Sohn W. Fox McKeithen (1946–2005), der Abgeordneter im Repräsentantenhaus von Louisiana wurde und zur Republikanischen Partei übertrat.